# Пункт призначення: Родове прокляття
«Пункт призначення: Родове прокляття» (англ. Final Destination Bloodlines, він же «Пункт призначення 6») — американський фільм жахів про надприродне режисерів Зака Ліповські та адама Стайна за сценарієм Гая Бусіка та Лорі Еванс Тейлор на основі сюжету Джона Воттса. Це шостий фільм у франшизі «Пункт призначення» та продовження «Пункт призначення 4» (2009). У головних ролях: Кейтлін Санта Хуана в ролі студентки коледжу, яка успадковує раптове передчуття своєї бабусі про крах башти в 1968 році і намагається врятувати всю свою сім'ю після того, як Смерть починає вбивати їх одного за одним, тому що вони ніколи не повинні були існувати. Також у картині взяли участь Тео Бріонес, Річард Хармон, Оуен Патрік Джойнер, Райа Кілстедт, Анна Лоре, Брек Бессінджер і Тоні Тодд.
Після комерційного успіху «Пункт призначення 5» (2011) почалася робота над новою частиною; її описували як «переосмислення» франшизи. У березні 2020 року, за словами продюсера Крейга Перрі, дія фільму мала «відбуватись у світі служби швидкого реагування» за участю лікарів швидкої допомоги, пожежних та поліцейських, у жовтні творець серіалу Джеффрі Реддік заявив, що фільм стане шостим основним фільмом франшизи. Зйомки проходили у Ванкувері, як і більшість попередніх частин.
«Пункт призначення: Родове прокляття» вийшов у американський прокат 16 травня 2025 року від компанії Warner Bros. Pictures. Фільм отримав загалом позитивні відгуки критиків, ставши також і фільмом з найкращими рев'ю з франшизи.

## Сюжет
У 1968 році Айріс Кемпбелл та її наречений Пол присутні на церемонії відкриття вежі-ресторану Skyview. На танцювальній вечірці Айріс бачить ведення, в якому уламок люстри розбиває скляну підлогу під гостями, а газовий обігрівач протікає, що спричиняє потужний вибух, що призводить до обвалення вежі та загибелі всіх присутніх.
Зараз студентка коледжу Стефані Рейєс відчуває кошмарні розлади через передчуття Айріс. Підбадьорена своєю сусідкою по кімнаті Вел, Стефані вирушає додому за відповідями і зустрічає свого батька Марті та брата Чарлі. Брати та сестри відвідують свого дядька Говарда, тітку Бренду та кузенів Еріка, Джулію та Боббі. Коли Стефані запитує Говарда про Айріс, її бабусю по материнській лінії, він пояснює, що вона стала самітницею в сім'ї, через що її дочка, мати Стефані Дарлін, покинула їх. Бренда віддає Стефані листи, які Айріс відправляла Говарду, і вона вирушає до хатини Айріс у лісі.
Айріс пояснює Стефані, що вона порушила план Смерті, попередивши Пола та інших гостей залишити скляну підлогу, перш ніж вона розіб'ється. У відповідь вежа так і не впала, але Смерть почала вбивати тих, хто вижив, та їхніх нащадків покоління за поколінням за те, що вони жили так, як ніколи не мало бути. Пол був серед жертв нещасних випадків, і Айріс зібрала інформацію про його ознаки в книзі, яку вона зберігала, щоб обдурити Смерть протягом багатьох років і продовжити життя своєї сім'ї. Айріс виходить зі своєї каюти, щоб віддати Стефані книгу, поки ланцюгова реакція не змушує флюгер пронизати Айріс через її рот.
Після похорону Айріс Дарлін повертається додому, але Стефані ображається на неї за те, що вона віддалилася від неї, оскільки Стефані та Чарлі були дітьми. Під час сімейного барбекю Стефані читає книгу і дізнається, що хтось на ім'я Джей Бі знайшов того, хто вижив, того, хто переміг Смерть. Поки сім'я веселиться, Говард наступає на шматок скла і падає на шляху газонокосарки, яка подрібнює його обличчя. Тієї ночі ще одна ланцюгова реакція призводить до пожежі в тату-салоні Еріка, але він виживає, отримавши опіки завдяки своєму шкіряному одягу.
Тепер, переконані, що Смерть переслідує сім'ю, Стефані та Чарлі попереджають своїх кузенів, які налаштовані скептично, поки Джулія не падає у сміттєвий бак і не опиняється у сміттєвозі, де її розчавлює. Родичі, що залишилися, розуміють, що Смерть вбиває їх одного за іншим. Марті і Бренда, однак, врятовані, тому що не є частиною родоводу Айріс. Бренда також розповідає, що Ерік не є біологічним сином Говарда через її роман багато років тому. Дарлін пропонує вирушити до лікарні, де працює Вільям Бладворт.
Бладворт пояснює, що в дитинстві він вижив після аварії вежі і допоміг Айріс знайти спосіб врятуватися від своєї долі. Він каже їм, що тільки «нове життя» може перемогти Смерть, і що Кімберлі Корман і Томас Берк — єдині, хто вижив, яким це вдалося. Бладворт також розповідає, що має невиліковний рак, і він просто чекає, коли Смерть прийде і забере його життя.
У спробі створити «нове життя» Ерік дає Боббі закуску з горіхами, щоб алергічна реакція Боббі вбила його, а Ерік зміг оживити його за допомогою автоін'єктора адреналіну. План провалюється, коли апарат МРТ виходить з ладу, вириває пірсинг Еріка і притискає його до апарата, тоді як пружина торгового автомата пронизує голову Боббі. Стефані, Чарлі та Дарлін їдуть у будиночок Айріс у фургоні Дарлін, але він терпить аварію, і ремінь безпеки Стефані заклинює. Кабіна вибухає після того, як ланцюгова реакція запалює пожежу; Стефані починає тонути, тоді як Дарлін рятує Чарлі. Вона благає його врятувати Стефані, перш ніж ліхтарний стовп падає і розрізає її навпіл. Чарлі розриває ремінь безпеки, щоб звільнити Стефані, і успішно пожвавлює її за допомогою СЛР, тим самим порушуючи план Смерті та рятуючи їх обох.
Через тиждень, на випускному вечорі Чарлі, брати і сестри розуміють, що людина вважається померлою від утоплення тільки через п'ять хвилин. Чарлі оживив свою сестру протягом хвилини, показавши, що вона була просто непритомна. Якраз коли вони це усвідомлюють, у районі зходить з рейок поїзд; кілька колод, які він віз, падають на Стефані та Чарлі, миттєво їх убивши.

## У ролях
- Кейтлін Санта Хуана — Стефані Рейєс.
- Тео Бріонес — Чарлі Рейєс
- Річард Хармон — Ерік Кемпбелл
- Оуен Патрік Джойнер — Боббі Кемпбелл
- Габріель Роуз — Айріс Кемпбелл
  - Брек Бессінджер — молода Айріс Кемпбелл
- Макс Ллойд-Джонс — Пол Кемпбелл
- Ріа Кілстедт — Дарлен Кемпбелл
- Анна Лоре — Джулія Кемпбелл
- Ейпріл Телек — Бренда Кемпбелл
- Тінпо Лі — Містер Льюїс
- Алекс Захара — Говард Кемпбелл
- Тоні Тодд — Вільям Бладворт. Остання поява Тоні Тодда в ролі Бладворта та одна з його останніх появ на екрані.

## Виробництво
У січні 2019 року видання The Hollywood Reporter підтвердило, що New Line Cinema почала роботу над фільмом-перезапуском франшизи. Патрік Мелтон та Маркус Данстан написали сценарій, а сюжет описувався як «переосмислення» франшизи. У березні 2020 року продюсер серії Крейг Перрі заявив, що дія фільму «відбуватиметься у світі служби швидкого реагування» за участю лікарів швидкої допомоги, пожежників та поліцейських. Коли його запитали, чи сюжет відповідатиме канонам попередніх частин, він відповів: «Перезавантаження — це, мабуть, занадто сильне слово … воно змушує думати, що вони збираються все змінити, але це безумовно „Пункт призначення“». У жовтні 2020 року творець серіалу Джеффрі Реддік підтвердив, що шостий фільм був у роботі ще до пандемії COVID-19.
У жовтні 2021 року Лорі Еванс Тейлор стала новим сценаристом фільму. У січні 2022 року стало відомо, що фільм буде доступний на HBO Max, Джон Воттс приєднався до проекту як продюсер, а Тейлор, як було підтверджено, написала сценарій разом із Гаєм Бусіком. У липні 2022 року Реддік заявив, що фільм відрізнятиметься від звичної формули франшизи. У вересні 2022 року Зак Липовський та адам Стайн стали режисерами фільму, вони були обрані з більш ніж двохсот кандидатів. Під час зустрічі з керівниками та продюсерами New Line, Липовський та Стайн наприкінці розмови інсценували нещасний випадок, подібний до тих, що відбуваються у франшизі; за словами інсайдерів, цей жарт, в якому використовувалося поєднання заздалегідь записаних кадрів і візуальних ефектів і який показав пристрасть режисерів до фільму, вирішила справу і вони були найняті.
У вересні 2023 року сайт Bloody Disgusting повідомив, що Тоні Тодд знову виконає роль Вільяма Бладворта. У фільмі буде розкрито передісторію персонажа. У березні 2024 року до акторського складу приєдналися Брек Бессінджер, Тео Бріонес, Кейтлін Санта Хуана, Річард Хармон, Анна Лоре, Оуен Патрік Джойнер, Макс Ллойд-Джонс, Ріа Кілстедт і Тінпо Лі у нерозкритих ролях
Основні зйомки мали відбуватися у Ванкувері з 31 липня по 13 жовтня 2023. У середині липня зйомки були відкладені через страйк SAG-AFTRA. Зйомки почалися у Ванкувері 4 березня 2024 і мали завершитися 13 травня 2024.
Прем'єра фільму запланована на HBO Max у 2025 році.

## Випуск
Фільм «Пункт призначення: Родове прокляття» з'явиться в кінотеатрах СШа 16 травня 2025. Фільм було знято для IMAX і буде випущено як у форматі IMAX, так і у стандартному форматі. Трейлер фільму був випущений 25 березня 2025 року на 65 ринках і був доступний у 44 різних мовних версіях. За підрахунками WaveMetrix, він зібрав 178 700 000 переглядів по всьому світу протягом перших 24 годин, що зробило його другим за популярністю трейлером фільму жахів (після Воно від New Line з 200 мільйонами переглядів).

## Прийом

### Театральна каса
У Сполучених Штатах та Канаді фільм «Пункт призначення: Родове прокляття» вийшов одночасно з фільмом «Поспішай у завтра» і, за прогнозами, збере 35–40 мільйонів доларів у 3400 кінотеатрах за перші вихідні. Він зібрав 5,5 мільйонів доларів на попередніх показах у четвер увечері.

### Сприйняття
Фільм отримав найвищі відгуки критиків за всю франшизу. На сайті-агрегаторі рецензій Rotten Tomatoes 92 % зі 114 рецензії критиків позитивні. Консенсус сайту говорить: «Додаючи кілька дивовижних емоційних верств до моторошних кісток міфології цієї кіносерії, шостий фільм винахідливо виконує жахливі сцени з точністю і перетворює загибель, що насувається, в обурливі веселощі». Metacritic, який використовує середньозважений показник, присвоїв фільму оцінку 74 зі 100 на основі 32 рецензій критиків, що вказує на «загалом сприятливі» рецензії. Глядачі, опитані PostTrak, дали фільму в середньому чотири зірки з п'яти, а 69 % заявили, що рекомендували б його.
Тодд Гілкрест із Variety назвав фільм «розумним, непередбачуваним і веселим» і похвалив гру Тодда як «ніжну данину поваги світилу жахів та ретроактивній сполучній тканині між розрізненими главами франшизи». Френк Шек із The Hollywood Reporter написав, що фільм «дає своїм глядачам саме те, чого вони очікують. а саме, серію винахідливо розроблених, диявольських смертей у стилі Руба Голдберга, які переважно настільки ймовірні, що ви виявите, що переходите вулицю дуже обережно, коли вийдете з кінотеатру». Він також похвалив появу Тодда як «пронизливе нагадування про те, що в реальному житті, як і в цих фільмах, смерть приходить за кожним».